# Alekszandr Nyikolajevics Dejcs
Alekszandr Nyikolajevics Dejcs (Besszarábia tartomány, 1899. december 19., – 1986. november 22.) szovjet csillagász, Sz. K. Kosztyinszkij tanítványa.

## Életpályája
Alekszandr Nyikolajevics Dejcs a Duna bal partján, a dél-besszarábiai (ma Ukrajna Odesszai területe) Duna bal partján fekvő Izmail járásbeli Renyi városában született. Édesapja volgai német volt, tanulmányait a Katonai Intéző Akadémián végezte, majd Rjazanyban és Szaratovban folytatta szolgálatát. Édesanyja, Lucretia Anasztaszovna Dimitriadi (görög-román származású), Anasztasz Ivanovics Dimitriadi reni kereskedő és városvezető lánya volt. Korai gyermekkorában, mielőtt apja az intendánsiskolába távozott volna, Alekszandr Dejcs anyai nagyapja házában élt, ahol unokatestvére – a későbbi történész-ókortudós Arisztid Ivanovics Dovatur – is nevelkedett. 
Alekszandr Dejcs 1924-ben végzett a leningrádi egyetemen, és élete végéig a Pulkovói Obszervatóriumban dolgozott. 1936-ban az obszervatórium asztrofizikai osztályán a fotografikus asztrometriával foglalkozó csoportot vezette. 
1929-ben fedezte fel az 1148 Rarahu nevű aszteroidát.
1941 szeptemberétől 1942 februárjáig az obszervatórium megbízott igazgatója volt. Az ő erőfeszítései mentették meg az obszervatórium számos műszerét, könyvtári könyvét és üvegkönyvtári anyagát. 1945-ben kinevezték a fotografikus asztrometriai és csillagászati osztály vezetőjévé, amelyet 1973-ig vezetett.
1937-től a Leningrádi Egyetemen tanított és professzor volt.
A Ljudmila Csernih által felfedezett 1792 Reni aszteroidát az ő tiszteletére nevezték el szülőhelyéről.

## Főbb tudományos munkái
Főbb tudományos munkái a fotografikus asztrometriához és a csillagászathoz kapcsolódnak. Nagyban hozzájárult a fotografikus asztrometria megfigyelési anyagának megszerzéséhez. 
- Meghatározta 18 000 csillag sajátmozgását a kiválasztott Kapteyn-helyeken.
- Felfedezte a 61 Swan kettőscsillag két láthatatlan kísérőjét 6 és 12 éves periódussal.
- Nagyban hozzájárult B. P. Geraszimovics elképzelésének megvalósításához. P. Geraszimovics és N. I. Dnyeprovszkij abszolút sajátmozgások meghatározásáról galaxisokra vonatkoztatva.
- Az IAS római VIII. kongresszusán tartott beszámolójában felvázolt programját nemzetközi programként fogadták el, és a világ számos obszervatóriumában végrehajtották.
- Részt vett a teljes napfogyatkozások megfigyelésére indított expedíciókban (1927, 1936, 1945), valamint két expedícióban, amelyek Szverdlovszk, Tbiliszi (1930) és Arhangelszk (1932) hosszúságának meghatározására irányultak.
- 1929. július 5-én felfedezte az 1148 Rarahu aszteroidát.

1961-1955 között a Nemzetközi Csillagászati Unió 24. számú "Fotografikus asztrometria" bizottságának elnöke.

## Tudományos munkássága
Több mint 120 tudományos közlemény szerzője; a "Pulkovói csillagászati tanfolyam" egyik szerzője.